# Domenico Donzelli
Domenico Donzelli (Bergamo, 2 febbraio 1790 – Bologna, 31 marzo 1873) è stato un tenore italiano.

## Biografia

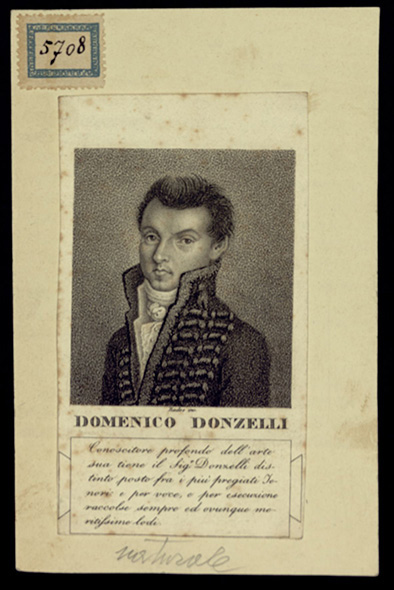
Ritratto di Domenico Donzelli, tenore (1790-1873), prima del 1840. Archivio Storico Ricordi

Esponente di quella vera e propria scuola tenoristica bergamasca che si era iniziata con Giacomo David, Donzelli esordì, nella sua città, nel 1808, come secondo tenore in un'opera di Mayr e poi si trasferì a Napoli interpretando molti ruoli, tra cui quello di Cinna ne La Vestale di Spontini, ma si rivelò pienamente al pubblico nel 1815 quando interpretò, al Teatro Argentina di Roma, il ruolo di Torvaldo nella prima rappresentazione dell'opera Torvaldo e Dorliska di Rossini, e poi, l'anno successivo, esordì alla Scala con il ruolo protagonistico nell'Achille di Paër. La sua carriera continuò, dopo di allora, nei maggiori teatri italiani, a Parigi e a Londra, con molti ruoli rossiniani (soprattutto Otello) e con molte prime rappresentazioni dei maggiori operisti coevi: dal protagonista del Cesare in Egitto di Pacini (1821), al ruolo di Cavalier Belfiore ne Il viaggio a Reims di Rossini (1825), dal primo Pollione nella Norma di Bellini (1831), al protagonista de Il bravo di Mercadante (1839), fino a diverse prime interpretazioni in opere di Donizetti, quali Almazio nella Zoraida di Granata (1822), Ugo, Conte di Parigi nell'opera omonima (1832), Don Ruiz nella Maria Padilla (1841).
A Bologna abitava a Palazzo Sanguinetti, dove fu ospite Rossini per diversi anni, e che è oggi diventata la sede del Museo internazionale e biblioteca della musica.
Si ritirò dal palcoscenico nel 1841, a causa del deterioramento della voce, tornando a cantare per un breve periodo nel 1844/45 al Teatro San Carlo di Napoli.
Donzelli morì in tarda età a Bologna, nel 1873. È sepolto nella tomba di famiglia, nella Galleria a Tre Navate della Certosa di Bologna.

## Famiglia
Domenico donzelli era sposato con Antonia Dupin da cui ebbe tre figli: 
- Achille  tenuto al fonte battesimale da G. Rossini
- Rosmunda fu ottima cantante.
- Ulisse (Torino, 29.4.1837 - Bologna, giugno 1895)  tenuto anch'egli al fonte battesimale da G. Rossini, fu apprezzato pianista, insegnante e buon compositore. Sposò il celebre soprano Elisa Stefanini.

## Caratteristiche artistiche
Nella carriera artistica di Donzelli si possono individuare tre fasi: la prima, di scarsa rilevanza, legata ai suoi esordi come tenorino di opera comica, la seconda, più rilevante (fino a circa il 1822) come cantante di stampo rossiniano, la terza infine, quella per la quale è maggiormente passato alla storia, come "tenore di forza". Donzelli fu in effetti un baritenore, non molto esteso (nella fase centrale della sua carriera, arrivava al do4 ma solo, ovviamente, in falsettone), poco versato nella coloratura, ma decisamente potente e dalla voce scura, accento deciso, nobiltà di fraseggio e recitazione vibrante e appassionata. Nonostante le critiche che non mancarono alla qualità della sua voce, a certe forzature nel modo di porgere il suo canto e alla scarsa flessibilità, Donzelli rappresentò lo snodo di passaggio tra il baritenore di stile neoclassico e il tenore di forza romantico, costituendo il modello per il vero e proprio iniziatore di questa nuova tipologia di canto, quel Gilbert-Louis Duprez che è rimasto nella cronaca soprattutto per il suo do di petto. E come si favoleggia che quel do di petto avrebbe portato alla disperazione e al suicidio Adolphe Nourrit, così si racconta che l'emulazione e la rivalità per il potente stile canoro di Donzelli, sarebbe stata alla base del decesso, nel 1821, del suo giovane collega, Americo Sbigoli, il quale, mentre tentava di stargli alla pari durante l'esecuzione di un quintetto del Cesare in Egitto di Giovanni Pacini al Teatro Argentina di Roma, si produsse la rottura di un vaso sanguigno della gola, cosa che ne causò la morte per emorragia. Come conseguenza Sbigoli dovette essere sostituito in tutta fretta da un contralto alla prima della Zoraida di Granata di Donizetti che si tenne di lì a poco presso lo stesso teatro.

## Ruoli creati
- Federico in Amor dal naufragio di Giovanni Prota (ca. 1786-1843) (1810, Napoli)
- Jemalden in Il califfo di Bagdad di Manuel García (30 settembre 1813, Napoli)
- Don Ramiro in L'africano generoso di Valentino Fioravanti (2 gennaio 1814, Napoli)
- Lord Willis ne Il vascello d'occidente di Carafa (14 giugno 1814, Napoli)
- Polluce in Castore e Polluce di Felice Alessandro Radicati (1775-1820) (27 maggio 1815, Bologna)
- Torvaldo in Torvaldo e Dorliska di Rossini (26 dicembre 1815, Roma)
- Il ruolo del titolo in Maometto di Winter (28 gennaio 1817, Milano)
- Il ruolo del titolo in Attila in Aquileia di Giuseppe Mosca (30 maggio 1818, Palermo)
- Claudio in Elisa e Claudio di Mercadante (30 ottobre 1821, Milano)
- Giulio Cesare in Cesare in Egitto di Pacini (26 dicembre 1821, Roma)
- Almuzir in Zoraida di Granata di Donizetti (28 gennaio 1822, Roma)
- Gioada in Atalia di Giovanni Simone Mayr (10 marzo 1822, Napoli)
- Curzio Sabino in Anco Marzio di Stefano Pavesi (7 aprile 1822, Napoli)
- Clearco in Argene e Alsindo di Pietro Generali (30 maggio 1822, Napoli)
- Farasmino, in Abufar, ossia La famiglia araba di Carafa (28 giugno 1823, Vienna)
- Udolfo ne Gli amici di Siracusa di Mercadante (7 febbraio 1824, Roma)
- Cavalier Belfiore ne Il viaggio a Reims di Rossini (19 giugno 1825, Parigi)
- Zarete ne Il paria di Carafa (4 febbraio 1826, Venezia)
- Don Alfonso in Caritea, regina di Spagna di Mercadante (21 febbraio 1826, Venezia)
- Pollione in Norma di Bellini (26 dicembre 1831, Milano)
- Ugo in Ugo, Conte di Parigi di Donizetti (13 marzo 1832, Milano)
- Ruggiero in Emma d'Antiochia di Mercadante (8 marzo 1834, Venezia)
- Il ruolo del titolo in Carlo di Borgogna di Pacini (21 febbraio 1835, Venezia)
- Il ruolo del titolo in Erode di Mercadante (27 dicembre 1835, Venezia)
- Carlo ne Il bravo di Mercadante (9 marzo 1839, Milano)
- Il ruolo del titolo in Furio Camillo di Pacini (26 dicembre 1839, Roma)
- Arturo ne Il Proscritto di Nicolai (13 marzo 1841, Milano)
- Don Ruiz de Padilla in Maria Padilla di Donizetti (26 dicembre 1841, Milano)